# 喜波貞子
喜波 貞子（きわ ていこ、1902年（明治35年）11月20日 - 1983年（昭和58年）5月29日）は、日本生まれの声楽家（ソプラノ）、オペラ歌手。本名はレティツィア・ヤコバ・ヴィルヘルミナ・クリンゲン（Letizia Jakoba Wilhelmina Klingen）。国籍はオランダ。

## 出自
神奈川県横浜市に生まれる。母方の祖父は薬学者でいわゆる「お抱え外国人」として来日したオランダ人のアントン・ヨハネス・ゲールツ（ヘールツ）。母方の祖母（ゲールツの妻）は長崎生まれの山口きわ。その長女アントニオ・つるが、横浜のオランダ領事館元領事 のクリンゲンと結婚し4人の子供をもうけ、その末娘がレティツィア・ヤコバ・ヴィルヘルミナ・クリンゲンである。彼女は祖母のきわをとても尊敬し愛しており、自らの芸名を喜波（きわ）と名付けた。すなわち喜波貞子は3/4オランダ人、1/4日本人のクォーターである。なお母アントニオ・つる・クリンゲンはクリンゲンと離婚し、独立して洋装店を営むが、皇室関係者とも親しく、貞明皇后（大正天皇の皇后）のローブ・デコルテなども作っており、裕福であったという。幼い頃からオペラ歌手に憧れ、アドルフォ・サルコリに師事した。

## オペラ歌手として
1920年17歳で渡欧 してオペラ歌手を目指し、ミラノでスカラ座の声楽教授ヴァンツオ に師事。1922年リスボンのサン・カルルシュ国立劇場においてプッチーニ『蝶々夫人』でデビュー。ミラノ、パリ、ローマ、ウィーン、ジュネーブ、ワルシャワ、クラクフ、ポズナン 等、欧州各地で公演した。喜波の衣装は、ヨーロッパ人歌手の『蝶々夫人』が着たまがいものの着物ではなく、母が送った皇室御下賜品をはじめとする一級品の日本製の和服・小物であり、舞台で映えるように柄の大きなものが選ばれ、精巧で美しいものばかりであった。象徴的なものとして、後に愛弟子に「私の残していくものの中で一番大切なもの。私の魂」と語った和傘には、三越のシールが貼られていたという。常に日本人としてふるまい、その態度は毅然としてヨーロッパ各地で評判だったとポーランド公使だった佐藤尚武は『回顧八十年』の中で語っている。また、ドイツでの取材には華道や茶道、和服など日本の女性について正確に語っている。1931年に700回公演、1938年にヘルシンキで1000回公演 を開き、1953年ベルギーでの最後の舞台までほぼ2000回の『蝶々夫人』のプリマドンナとして「日本人」を演じきった。喜波はヨーロッパで絶賛され、イタリアの大女優エレオノーラ・ドゥーゼの名をとって「日本のドゥーゼ」と呼ばれ、三浦環よりも評価が高かったという記載も見られる。イタリア歌曲や日本の歌も歌い、シューベルトやシューマンの歌曲なども歌った。1931年パリオペラ＝コミック座での700回目の記念公演はフランス語で歌って観客を驚かせた。しかもその発音は完璧で物語にも不自然さを感じさせなかったという。日本語、英語、イタリア語、ドイツ語、ポーランド語、フランス語を話すことができる当時第一級の国際人だった。その間、テノール歌手から喜波のマネージャーとなったポーランド人の音楽家ラヴィタ・プロショフスキーと結婚。夫はのちフランスで反ナチ活動の義勇軍に加わる。戦後、1953年に引退後は後進の指導にあたり、1954年からフランスのニースに住んだ。1973年に夫ラヴィタ死去。晩年「日本に帰りたいが、知っている人はもういない」と語っていたという。1983年5月29日、敗血症のため同地のパスツール病院 で80年の生涯を閉じた。
1990年テレビ西日本のドキュメンタリー番組『蝶々夫人 オペラ歌手 喜波貞子の生涯』（1990年度 第30回日本テレビ技術賞受賞） が放送され、イタリアで録音されたレコードをもとにCD『忘れないで、私を』が発売されるなどその功績が再評価される。2003年遺骨が83年ぶりに日本へ戻り、横浜の外国人墓地に埋葬された。
なお、2004年3月に「喜波貞子さんを偲ぶ会」により、イタリアから指揮者と歌手、そしてニースで喜波の最後をみとり遺品を保管してきた愛弟子の元オペラ歌手ミレーユ・ガエッティ・カペッルを招いて、「喜波貞子追悼記念公演オペラ」と銘打った『蝶々夫人』がマッシミリアーノ・ムッラーリ指揮による演奏会形式で福岡銀行本店大ホールにおいて上演されている。

## 資料等

### ディスコグラフィー
ビクター 専属契約の歌手であり、国立国会図書館デジタルコレクション だけでも以下の日本盤SPレコードの音源が存在している。発売期間は1931年 - 1937年と短いが、少なくともこの時期においては、喜波貞子は「幻の歌姫」「謎の歌姫」ではない。
- 美はしき天然 武島羽衣[作詞]、田中穂積[作曲]、喜波貞子[ソプラノ]、ベルリン大サロン管弦楽団[伴奏](ビクター、商品番号:13138、1931-06)
- あゝそは彼の人か（歌劇『椿姫』より）（Ah! Fors'E Lui Che L'anima）堀内敬三∥訳詞、G.Verdi[作曲]、喜波貞子[ソプラノ]、ミラノ・スカラ座管弦楽団[伴奏](ビクター、商品番号:13143、1931-08)
- ガヴォット（歌劇『ミニヨン』より）（Gavotte）堀内敬三∥訳詞、A.Thomas[作曲]、喜波貞子[ソプラノ]、ミラノ・スカラ座管弦楽団[伴奏](ビクター、商品番号:13143、1931-08)
- 春風（Massa's In De Cold Cold Ground）加藤義清[作詞]、S.Foster[作曲]、喜波貞子[ソプラノ]、ミラノ・スカラ座管弦楽団[伴奏](ビクター、商品番号:13211、1932-06)
- 夜の貝 鹿島鳴秋[作詞]、弘田龍太郎[作曲]、喜波貞子[ソプラノ]、ミラノ・スカラ座管弦楽団[伴奏](ビクター、商品番号:13211、1932-06)
- ドナウ河の漣（Danube Waves Waltz）田村貞一∥訳詞、J.Ivanovici[作曲]、喜波貞子[ソプラノ]、ベルリン大サロン管弦楽団[伴奏](ビクター、商品番号:13218、1932-08)
- ミネトンカの湖畔（By the Waters of Minnetonka）妹尾幸陽∥訳詞、T.Lieurance[作曲]、喜波貞子[ソプラノ]、ベルリン大サロン管弦楽団[伴奏](ビクター、商品番号:13218、1932-08)
- 子守唄（Buona notte gentie）P.Floridia∥伊訳、J.Brahms[作曲]、喜波貞子[ソプラノ]、カルロ・サバイノ[指揮]、ミラノ・スカラ座管弦楽団[伴奏](ビクター、商品番号:13313、1933-08)
- ラ・セレナータ OM196（La Serenata）堀内敬三∥訳詞、G.A.Cesareo[作詞]、Tosti[作曲]、喜波貞子[ソプラノ]、カルロ・サバイノ[指揮]、ミラノ・スカラ座管弦楽団[伴奏](ビクター、商品番号:13313、1933-08)
- 聖母讃歌（Ave Maria）堀内敬三∥訳詩、SCOTT, WALTER[作詞]、F.Schubert[作曲]、喜波貞子[ソプラノ]、ピチネリ[指揮]、ミラノ・スカラ座管弦楽団[伴奏](ビクター、商品番号:13335、1933-11)
- 野バラ（Heidenroslein）近藤朔風∥訳詩、GOETHE VON JOHANN WOLFGANG[作詞]、F.Schubert[作曲]、喜波貞子[ソプラノ]、ピチネリ[指揮]、ミラノ・スカラ座管弦楽団[伴奏](ビクター、商品番号:13335、1933-11)
- 草笛（Das Horn）近藤朔風∥訳詞、J.B.Berg[作曲]、喜波貞子[ソプラノ]、ピチネリ[指揮]、ミラノ・スカラ座管弦楽団[伴奏](ビクター、商品番号:13351、1934-02)
- 久しき昔（Long Long Ago）近藤朔風∥訳詞、T.H.Bayly[作曲]、喜波貞子[ソプラノ]、ピチネリ[指揮]、ミラノ・スカラ座管弦楽団[伴奏](ビクター、商品番号:13351、1934-02)
- 蚊帳にねて 時雨音羽[作詞]、小松耕輔[作曲]、喜波貞子[ソプラノ]、ピチネリ[指揮]、ミラノ・スカラ座管弦楽団[伴奏](ビクター、商品番号:13370、1934-06)
- 港の時雨 野口雨情[作詞]、藤井清水[作曲]、喜波貞子[ソプラノ]、ピチネリ[指揮]、ミラノ・スカラ座管弦楽団[伴奏](ビクター、商品番号:13370、1934-06)
- 聖母讃歌（Ave Maria）堀内敬三∥訳詞、C.Gounod[作曲]、喜波貞子[ソプラノ]、ミラノ・スカラ座管弦楽団[伴奏](ビクター、商品番号:13424、1935-04)
- みそらの鏡 清水かつら[作詞]、弘田龍太郎[作曲]、喜波貞子[ソプラノ]、ミラノ・スカラ座管弦楽団[伴奏](ビクター、商品番号:13424、1935-04)
- セレナータ（Serenata）ポネッティ[作詞]、Pier Adolfo Tirindelli[作曲]、喜波貞子[ソプラノ]、ミラノ・スカラ座管弦楽団[伴奏](ビクター、商品番号:13440、1935-10)
- ロリータ（Lolita）Arturo Buzzi(BIZZI PECCIAA）[作詞]、Peccia[作詞]、妹尾幸陽∥訳詞、BIZZI PECCIAA[作曲]、Peccia[作曲]、喜波貞子[ソプラノ]、ミラノ・スカラ座管弦楽団[伴奏](ビクター、商品番号:13440、1935-10)
- アヴェ・マリア（Ave Maria）歌劇『オテロ』より 妹尾幸陽∥訳詞、G.Verdi[作曲]、喜波貞子[ソプラノ]、ミラノ・スカラ座管弦楽団[伴奏](ビクター、商品番号:13465、1936-04)
- 宝石の歌（Air Des Bijoux）歌劇『ファウスト』より Barbier[作詞]、カレー[作詞]、C.Gounod[作曲]、喜波貞子[ソプラノ]、ミラノ・スカラ座管弦楽団[伴奏](ビクター、商品番号:13465、1936-04)※イタリア語歌唱
- 美しの月日 近藤朔風∥訳詞、F.Schubert[作曲]、喜波貞子[ソプラノ]、ミラノ・スカラ座管弦楽団[伴奏](ビクター、商品番号:13485、1936-10)
- 乙女のねがい（The Maiden's Wish）近藤朔風∥訳詞、F.Chopin[作曲]、喜波貞子[ソプラノ]、ミラノ・スカラ座管弦楽団[伴奏](ビクター、商品番号:13485、1936-10)
- エルザの夢（Elsas Traum）（歌劇『ローエングリーン』より）R.Wagner[作曲]、喜波貞子[ソプラノ]、ミラノ・スカラ座管弦楽団(ビクター、商品番号:13505、1937-02)※イタリア語歌唱
- ザ・ラスト・ローズ・オブ・サマー（The Last Rose of Summer）（歌劇『マルタ』より）FRIEDRIC WILHELM[作詞]、F.V.Flotow[作曲]、喜波貞子[ソプラノ]、ミラノ・スカラ座管弦楽団(ビクター、商品番号:13505、1937-03)※イタリア語歌唱
- CD4枚組 日本洋楽史 - 声楽 女声篇《SP時代の名演奏家》オムニバス 1995年11月21日 山野楽器[15]
- CD6枚組 ロームミュージックファンデーション SPレコード復刻CD集 第1集 日本語版 CD3-11、12 ヴェルディ『椿姫』より「花より花へ」堀内敬三:訳詞、ビゼー『カルメン 』より「ハバネラ 」（「花より花へ」「ハバネラ」共にビクター、商品番号:13192、1932年2月新譜）[16] 2004/9/1 エニー/日本音声保存[17]
- CD 喜波貞子歌曲集 - 忘れないで、私を NE M'OUBLIE PAS. 喜波貞子(S)他 アートヴィレッジ[18]

### 新聞掲載
1935年3月26日付『讀賣新聞』7面に「北歐に彗星の如く現れた歌姫」「日本離れて十二年喜波貞子さんリガ社交界の女王になつても櫻の憧れ歸心ひきり」とのタイトルがつけられた記事が掲載されている。
北歐バルチツク海沿岸，アカシアの花咲くラトヴィア，その首都リガの社交界に最近「ミス・テイコ・キハ」といふ日本の一歌姫が彗星のごとく現れた，─ 世界歌行脚の途次にあるソプラノ歌手喜波貞子（三二）さんで同地で第七百五十八回目の歌劇『お蝶夫人』の演奏會を開くやその才能を認められて一躍リガ社交界のヒロインになつてしまつた，貞子さんは南米と墺州をのぞくほか世界中彼女の足跡到らざるなく外國には極く馴染深い歌姫であるが，日本ではまだあまり知られてゐないかつて横濱のオランダ領事館領事として駐在してゐたオランダ人クリンゲン氏を父に日本婦人を母にうまれ，十六歳の春から關屋敏子，原信子さんらの育ての親四谷區仲町10の聲樂家イタリー人アドルフォ・サルコリ氏について聲樂を學び，大正十二年廿一歳のとき母親と姉を伴つて渡歐して以來，歐洲各國を歌行脚してゐる，語學の天才で英，獨，佛，伊，瑞の五ヶ国語を自由に話すといふ才媛である日本を離れて旣に十二年餘，最近頻りに母國日本戀ひしく近く歸りたいとの便りを恩師サルコリ氏の許へよせて來てゐる

## 関連図書
- 松永伍一著『蝶は還らず―プリマ・ドンナ喜波貞子を追って』（1990/3/1 毎日新聞社 ISBN 978-4620307251、2008/2/1 ウェッジ文庫 ISBN 978-4863100176 ）では、ワルシャワのパヴィヤク監獄跡にあった小さな手作りの日本人形から始まり、それがオペラのファンでナチスに殺害された反ナチ活動家の女性によって作られた蝶々夫人であったことを突き止め、「謎の歌姫を追ってヨーロッパを駆け巡るミステリー・ドキュメント！[19] 」という趣向になっている。
- 田村和子著『ワルシャワの日本人形―戦争を記憶し、伝える（岩波ジュニア新書 636）』（2009/9/29 岩波書店 ISBN                   978-4005006366[20] ）ワルシャワのパヴィヤク監獄博物館に展示されている一体の蝶々夫人を作った反ナチス活動家カミラ・ジュコフスカを取り上げて「戦争を記憶し、伝える」という内容である[9]。

## 関連記事等
国立国会図書館デジタルコレクション による。
- 「第30回日本テレビ技術賞受賞技術報告 「蝶々夫人　オペラ歌手　喜波貞子の生涯」の録音 / 安楽雄三」『映画テレビ技術 = The motion picture & TV engineering』第466号、日本映画テレビ技術協会、1991年6月1日、58 - 59頁、NDLJP:4433247/34。
- ペトロテック = Petrotech:石油学会情報誌.15(3)(171)(石油学会、1992-03)随想 プリマ･ドンナ喜波貞子の祖父--日本薬局方とA.J.C.ゲールツ/荒井富夫
- 音楽芸術.51(9)(音楽之友社 、1993-09)「おかえりなさい｡われらがプリマ､喜波貞子さん!」/畑中良輔
- 音楽芸術.51(11)(音楽之友社、1993-11)[口絵3]「蝶は還らず」－喜波貞子の生涯を偲んで/中村洪介 「蝶は還らず」喜波貞子の生涯を偲んでをきいて/中村洪介

## 展示
喜波に子供はなく、『蝶々夫人』の舞台で使った着物や和傘、かつら、髪飾り、楽譜などの遺品はミレーユ・ガエッティ・カペッルが保管していた。それをイタリア在住の日本人オペラ歌手、井戸靖子が譲り受け、「喜波貞子さんを偲ぶ会」の事務局長を務める福岡県城島町の萬年順子を通じて長崎市グラバー園に寄贈した。現在、グラバー園内の旧リンガー邸（重要文化財）の中に「幻の歌姫 喜波貞子の生涯」が常設展示されている。（2018年6月現在）